# Mariensee (Neustadt am Rübenberge)
Mariensee ist ein Dorf im Neustädter Land, Stadtteil des ca. 6,5 km südlich gelegenen Neustadt am Rübenberge in Niedersachsen.

## Geografie
Mariensee liegt geologisch gesehen auf einer Niederterrasse, die durch Erosionsprozesse der (Ur-)Leine entstand. Im heutigen Landschaftsbild kann man das gut erkennen: Zwischen Mariensee und Wulfelade geht es rechts der Straße gute 8 m in die Niederung hinunter, die schon zu Wulfelade gehört. Diese Geländestufe ist bis ca. zur Mitte des Dorfes vorhanden. Im Ort selbst lassen die „Bergstraße“, die Straße „Wittingsbach“ und der kleine Wolfsberg diesen kleinen Sandrücken erkennen. Nördlich und westlich dominieren offene Felder, unterbrochen durch kleinere Waldstücke. Östlich in der Leineniederung sind vorwiegend Wiesen und Felder anzutreffen, während sich südlich bis nach Empede der Klosterforst erstreckt.

## Geschichte
Der Name des Ortes war zunächst Catenhusen, was auf einen mittelalterlichen Ritter oder Lehnsherren namens „Cato“ zurückzugehen scheint. Das Haus dieses Ritters liegt auf dem heutigen Gelände des Instituts für Nutztiergenetik des Friedrich-Loeffler-Institutes gegenüber der Klosterkirche. Die erste urkundliche Erwähnung ist unter dem Namen lacus sancte Marie für das Jahr 1207 belegt.
Der Legende nach wurde bei einem Hochwasser der Leine eine Marienstatue angespült, was als göttliches Zeichen gewertet wurde und zur Umbenennung des Ortes in Mariensee führte.
Um 1600 gab es in dem Klosterdorf zwei Meier- und sechs Kötnerhöfe. Eine Schmiede und eine Wassermühle bestimmten ebenso das Dorfleben. Zwischen 1820 und 2000 erhöhte sich die Einwohnerzahl von Mariensee von etwa 400 auf circa 1200 Personen. Der größte Anstieg erfolgte durch Zuwanderung nach dem Ende des Zweiten Weltkriegs.
1748 wurde in Mariensee der Lyriker Ludwig Hölty („Üb' immer Treu und Redlichkeit…“) als Sohn des dortigen Pastors Phillipp Ernst Hölty geboren. Seine Dichtung ist durch die ländliche Umgebung des Ortes geprägt. Im Kloster Mariensee erinnert die Hölty-Stube, eine kleine literarische Gedenkstätte, an Leben und Werk des Dichters. Neben dem Kloster befindet sich ein Gedenkstein für Ludwig Hölty. Die Hauptstraße in Mariensee trägt seinen Namen.
Am 1. März 1974 wurde Mariensee in die Stadt Neustadt am Rübenberge eingegliedert.

## Politik

### Ortsrat
Der gemeinsame Ortsrat von Mariensee, Empede/Himmelreich und Wulfelade setzt sich aus zwei Ratsfrauen und sieben Ratsherren zusammen. Im Ortsrat befinden sich zusätzlich 19 beratende Mitglieder.
Sitzverteilung:
- CDU: 6 Sitze
- SPD: 3 Sitze

(Stand: Kommunalwahl 11. September 2016)

### Ortsbürgermeister
Der Ortsbürgermeister ist Heinrich Zieseniß (CDU). Sein Stellvertreter ist Heinrich Dettmering (CDU).

### Wappen
Das Wappen von Mariensee wurde von dem ehemaligen Justiziar (Neustadt a. Rbge.), Autor und Heraldiker Klaus Jürgen Kortmann entworfen.
| Wappen von Mariensee | Blasonierung: „Gespalten von Blau und Rot; rechts über drei silbernen Wellenlinien die silberne Gottesmutter, die auf dem rechten Arm das Kind und in der Linken einen Stab hält; links ein silbernes Büffelhorn.“ |
| Wappen von Mariensee | Wappenbegründung: Mit der Mariengestalt im vorderen blauen Feld soll auf das Kloster hingewiesen werden. Dabei wird die Madonna aus dem 15. Jahrhundert verwandt, die sich in der Damenempore der Klosterkirche befindet. Gleichzeitig wird hier die seltene Gelegenheit wahrgenommen, einen Ortsnamen grafisch darzustellen. Mariensee hat ein sogenanntes „redendes Wappen“: Die Wellenlinien unter der Marienstatue symbolisieren den See, den es früher auch gegeben haben soll. Um nicht den Anschein zu erwecken, es handele sich bei dem vorgeschlagenen Wappen um ein rein kirchliches Wappen, hat der Entwurfsverfasser im hinteren Feld mit dem Wölper Büffelhorn einen Hinweis auf den Gründer des Klosters und Namensgeber des Ortes, den Grafen Bernhard II. von Wölpe gegeben, denn bis dahin (um 1200) hat der Ort „Catenhusen“ geheißen. |

## Kultur und Sehenswürdigkeiten

### Bauwerke
Baulich wird das Dorf dominiert durch das Kloster Mariensee. Der Turm der in das Bauwerk integrierten Klosterkirche ist nur wenig höher als deren Hauptschiff. Dennoch ist er weithin zu sehen, z. B. vom Lohberg bei Wulfelade, aus verschiedenen Positionen in der Leineniederung und auf der Straße zwischen Suttorf und Basse.

### Baudenkmale
→ Siehe: Liste der Baudenkmale in Mariensee

### Sport
- Im Schützenverein Mariensee e. V. kann der Schießsport ausgeübt werden.[11]
- Der Sportverein TSV Mariensee – Wulfelade e. V. von 1989 bietet in 13 Sparten vielfältige Möglichkeiten zur sportlichen Betätigung in Mariensee.[12]

## Wirtschaft und Infrastruktur

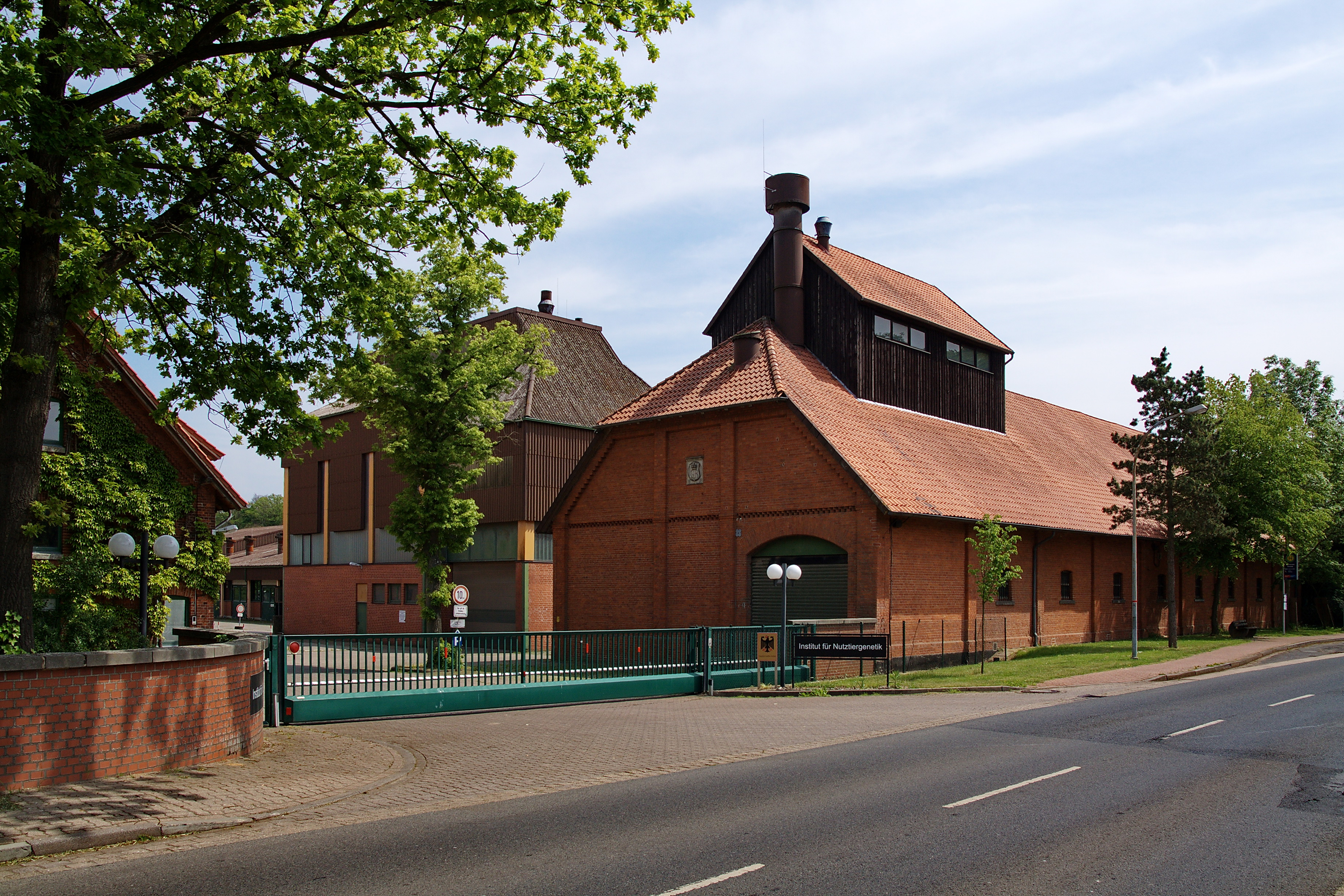
Institut für Nutztiergenetik

Heute ist das Friedrich-Loeffler-Institut, Bundesforschungsinstitut für Tiergesundheit, mit seinem Institut für Nutztiergenetik der größte Marienseer Arbeitgeber. Es zieht wegen seiner Forschungstätigkeit Wissenschaftler und Doktoranden aus aller Welt an.
Ein Bäcker, Frisöre, ein Blumengeschäft, mehrere Betriebe aus dem Gesundheitssektor, sowie ein Bankinstitut, verschiedene Handwerksbetriebe, ein Hotel und eine Gaststätte sind ebenso vorhanden.
Die Feuerwehr Mariensee trägt zur öffentlichen Sicherheit des Ortes bei.
In Mariensee gibt es eine Grundschule, eine Turnhalle, einen Sportplatz, sowie eine evangelische Kindertagesstätte, die mit 140 Jahren die älteste Niedersachsens ist.

## Persönlichkeiten
Söhne und Töchter des Ortes
- Ludwig Christoph Heinrich Hölty (1748–1776), Dichter im Umfeld des Hainbundes